# Shonda Rhimes
Shonda Rhimes, née le 13 janvier 1970 à Chicago (Illinois), est une réalisatrice, productrice et scénariste américaine.
Elle est notamment connue pour avoir créé les séries Grey's Anatomy, Private Practice et Scandal. Elle est également la productrice exécutive des séries Murder, Grey's Anatomy : Station 19 ou encore La Chronique des Bridgerton, ainsi que Inventing Anna. Surnommée The Queen of Television, elle a pu créer, grâce à son succès, sa propre société de production nommée Shondaland.

## Biographie

### Enfance et formation
Shonda Rhimes naît le 13 janvier 1970 à Chicago (Illinois). Elle est la fille de Vera P. Caïn, directrice d'une université et d'Ilee Rhimes Jr., un professeur. Elle est issue d'une famille de six enfants. Dès son plus jeune âge, elle écrit pour le journal du collège. Elle déménage ensuite à San Francisco, avec son frère aîné et travaille dans la publicité.
Shonda Rhimes fait ses études au Marian Catholic High School, puis obtient une licence au Dartmouth College et un master en art à l'université du Sud de la Californie.
Dans un premier temps, elle travaille en tant que stagiaire, dans la société de production de Denzel Washington.

### Débuts de carrière
Après l'obtention de son diplôme, Rhimes se retrouve à Hollywood, scénariste au chômage. Obligée de subvenir à ses besoins, elle enchaîne les petits boulots.
En 1998, elle réalise un court métrage intitulé Blossoms and Veils avec Jada Pinkett Smith et Jeffrey Wright. L'année d'après, elle est révélée grâce à son scénario pour le téléfilm d'HBO, Introducing Dorothy Dandridge, avec Halle Berry dans le rôle principal, qui vaut d'ailleurs de nombreux prix à cette dernière et amorce, également, un virage important dans sa carrière.
En 2001, elle écrit le scénario du premier film de la chanteuse Britney Spears, Crossroads, mais le projet est démoli par la critique en dépit d'un certain succès commercial. En 2004, elle travaille sur le scénario d'Un mariage de princesse avec Anne Hathaway.

### Collaboration avec le réseauABC

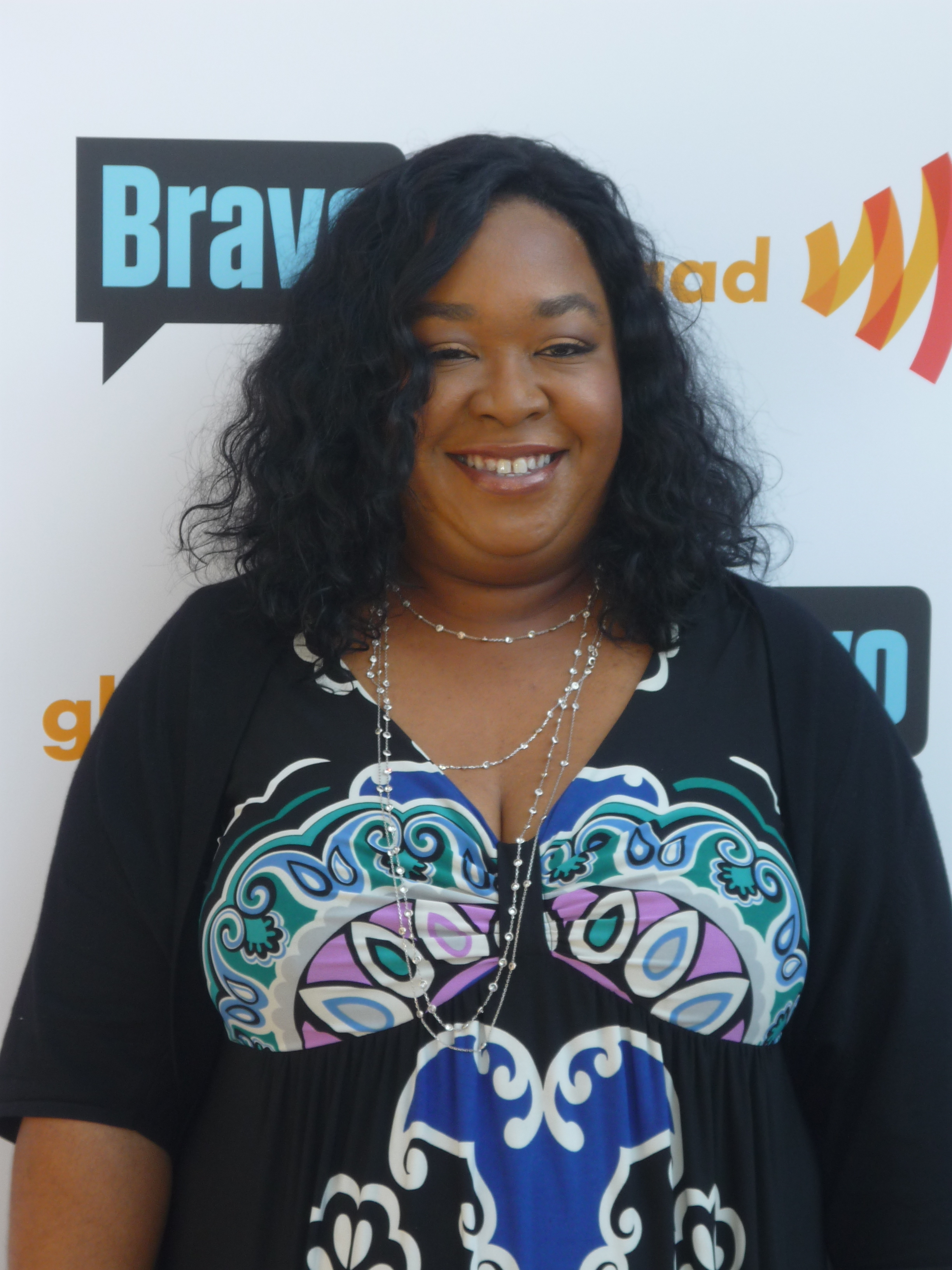
Shonda Rhimes en 2008.

Elle est ensuite révélée au grand public comme la créatrice de la série médicale à succès Grey's Anatomy, lancée en 2005, et de sa série dérivée, Private Practice, diffusée entre 2007 et 2013.
En 2007, Shonda Rhimes est considérée comme l'une des 100 personnes les plus influentes selon le célèbre magazine Time.
Forte de ce succès, elle lance la série Scandal, popularisée par Kerry Washington, en 2012, qui est diffusée jusqu'en 2018.
Elle est également productrice exécutive de l'éphémère Off the Map : Urgences au bout du monde, créée par Jenna Bans, et diffusée du 12 janvier 2011 au 6 avril 2011, avant d'être annulée le 13 mai 2011 par ABC.
Elle a créé sa propre société de production intitulée Shondaland. Elle est productrice de l'acclamée How to Get Away With Murder, lancée en 2014, toujours sur la chaîne ABC, et de The Catch, lancée en 2016 mais rapidement annulée, faute d'audiences.
En 2017, elle lance la série Still Star-Crossed, inventant ainsi une suite à l'œuvre de William Shakespeare Roméo et Juliette.
En 2018, elle lance un deuxième spin-off de Grey's Anatomy. Désormais surnommée "The Queen of Television", la créatrice planche sur une série qui suit une caserne de pompiers à Seattle. L'épisode pilote de cette nouvelle série, Station 19, est l'un des épisodes de la quatorzième saison de Grey's Anatomy afin d’y introduire ces nouveaux personnages. Ellen Pompeo est l’une des productrices de cette nouvelle création de Rhimes.
La même année, elle lance aussi une série d'avocats appelées For the People avec Britt Robertson d'Under the Dome.
En 2019, la série Murder tire sa reverence à l'issue de la sixième saison.

### Collaboration avecNetflix
En août 2017, il est annoncé que Rhimes a conclu un contrat d'exclusivité avec la plateforme de streaming, Netflix. Le contrat s'étale sur quatre ans et comprend également son label Shondaland. Netflix aura donc l'exclusivité sur tout nouveau contenu à venir, créé par Shonda Rhimes et sa société.

Cependant, les fictions qui ont vu le jour grâce à la scénariste continuent d'appartenir au réseau ABC (Grey's Anatomy, Scandal, Murder etc.). Le directeur des contenus Netflix déclare : 

« Shonda Rhimes est une des plus grandes conteuses dans l'histoire de la télévision. Son travail est captivant, inventif, la télévision à son meilleur. Shonda est une Netflixer de cœur. Nous sommes vraiment heureux de la compter dans nos rangs. »

En juillet 2018, il est révélé que la créatrice développait, pour la plateforme, huit séries télévisées.
L'année suivante, le tournage de La Chronique des Bridgerton débute à Londres pour une diffusion attendue en 2020. Basée sur une série de romans historiques à succès de Julia Quinn, cette série suit le quotidien de l'élite londonienne dans un XIXe siècle utopique. Puis, elle développe, en parallèle, une série d'anthologie sur le thème de l'amour et du mariage, Notes on Love, à travers plusieurs intrigues et des épisodes indépendants les uns des autres.
Elle produit aussi la série Inventing Anna, constituée de 10 épisodes, avec Anna Chlumsky, Julia Garner, Katie Lowes, Alexis Floyd et Laverne Cox en vedettes.

### Vie privée
Shonda Rhimes a adopté sa première fille, en juin 2002 et sa seconde, en février 2012. En septembre 2013, elle a accueilli sa troisième fille née d'une mère porteuse.
En 2014, elle reçoit un doctorat honoris causa[Lequel ?]. En septembre 2015, elle annonce avoir suivi un régime drastique et ainsi perdu 53kg. Elle est membre de la sororité Delta Sigma Theta.

## Filmographie

### Cinéma
- 1998 : Blossoms and Veils (court métrage) d'elle-même : réalisatrice et scénariste
- 2002 : Crossroads de Tamra Davis : scénariste
- 2004 : Un mariage de princesse (The Princess Diaries 2: Royal Engagement) de Garry Marshall : scénariste

### Télévision

#### Téléfilms
- 1999 : Dorothy Dandridge, le destin d'une diva (Introducing Dorothy Dandridge) de Martha Coolidge : co-scénariste

#### Séries télévisées
| Années      | Titre                                       | Création | Scénariste | Productrice |
| ----------- | ------------------------------------------- | -------- | ---------- | ----------- |
| depuis 2005 | Grey's Anatomy                              | ✔️       | ✔️         | ✔️          |
| 2007-2013   | Private Practice                            | ✔️       | ✔️         | ✔️          |
| 2012-2018   | Scandal                                     | ✔️       | ✔️         | ✔️          |
| dès 2021    | Inventing Anna                              | ✔️       | ✔️         | ✔️          |
| depuis 2023 | La Reine Charlotte : Un chapitre Bridgerton | ✔️       | ✔️         | ✔️          |

Productrice uniquement
- 2009 : Seattle Grace: On Call (web-série)
- 2009 : Seattle Grace: Message of Hope (web-série)
- 2011 : Off the Map : Urgences au bout du monde (Off the Map)
- 2014-2020 : Murder (How to Get Away with Murder)
- 2016-2017 : The Catch
- 2017 : Still Star-Crossed
- 2018 : Grey's Anatomy: B-Team (web-série)
- 2018-2019 : For the People
- depuis 2018 : Grey's Anatomy : Station 19 (Station 19)
- depuis 2020 : La Chronique des Bridgerton (Bridgerton)
- 2025 : la Résidence

Pilotes non diffusés
- 2009 : Inside the Box (productrice uniquement)
- 2012 : Gilded Lilys (productrice uniquement)

### En tant qu'actrice
- 2014 : The Mindy Project (série télévisée) : elle-même (saison 3, épisode 5)
- 2015 : Pitch Perfect 2 d'Elizabeth Banks : une amie de Barack Obama (caméo)

## Distinctions

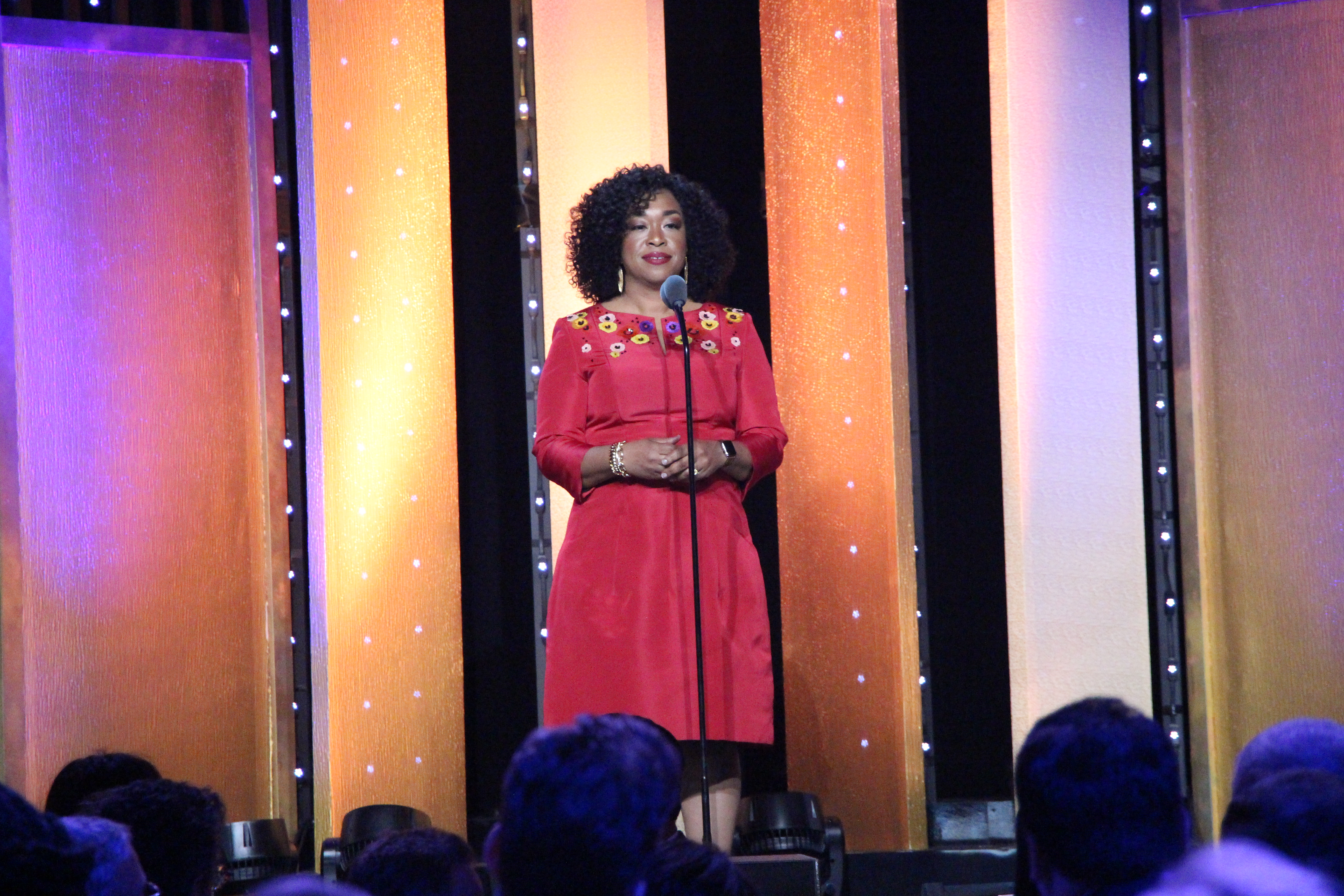
Lors des Peabody Awards 2016.

Sauf indication contraire ou complémentaire, les informations mentionnées dans cette section proviennent de la base de données IMDb.

### Récompenses
- Gold Derby Awards 2006 : Meilleur épisode dramatique de l'année pour Grey's Anatomy
- Writers Guild of America Awards 2006 : Meilleure nouvelle série télévisée pour Grey's Anatomy
- NAACP Image Awards 2007 : Meilleur scénario dans une série télévisée dramatique pour Grey's Anatomy
- Producers Guild of America Awards 2007 : Meilleure production de série télévisée dramatique pour Grey's Anatomy
- Women in Film Lucy Awards 2007 : Lucy Award
- NAACP Image Awards 2008 : Meilleur scénario dans une série télévisée dramatique pour Grey's Anatomy, prix partagé avec Krista Vernoff
- NAACP Image Awards 2009 : Meilleur scénario dans une série télévisée dramatique pour Grey's Anatomy
- NAACP Image Awards 2010 : Meilleur scénario dans une série télévisée dramatique pour Grey's Anatomy
- NAACP Image Awards 2011 : Meilleur scénario dans une série télévisée dramatique pour Private Practice
- GLAAD Media Awards 2012 : Golden Gate Award
- TV Guide Awards 2013 : Communauté de fans préférée pour Scandal
- Women's Image Network Awards 2013 : Meilleure série télévisée écrite par une femme pour Scandal
- Directors Guild of America Awards 2014 : DGA Diversity Award, partagé avec Betsy Beers
- Publicists Guild of America 2014 : Showmanship Award - Television
- Writers Guild of America Awards 2015 : Laurel Award for TV Writing Achievement
- Producers Guild of America Awards 2016 : Lifetime Achievement Award in Television

### Nominations
- Online Film & Television Association 2000 : Meilleure réalisation pour un téléfilm ou un mini série pour Introducing Dorothy Dandridge
- Razzie Awards 2003 : Pire scénario pour Crossroads
- Black Reel Awards 2005 : Meilleure scénario pour Un mariage de princesse
- Primetime Emmy Awards 2006 : Meilleure série dramatique pour Grey's Anatomy
- Producers Guild of America Awards 2006 : Meilleur production de série télévisée dramatique pour Grey's Anatomy
- Writers Guild of America Awards 2006 : Meilleure série télévisée dramatique pour Grey's Anatomy
- Primetime Emmy Awards 2007 : Meilleure série dramatique pour Grey's Anatomy
- Writers Guild of America Awards 2007 : Meilleure série télévisée dramatique pour Grey's Anatomy
- NAACP Image Awards 2008 : Meilleur scénario dans une série télévisée dramatique pour Private Practice
- Producers Guild of America Awards 2008 : Meilleur production de série télévisée dramatique pour Grey's Anatomy
- Banff Television Festival 2011 : Meilleure série télévisée pour Grey's Anatomy
- NAACP Image Awards 2013 :
  - Meilleur scénario dans une série télévisée dramatique pour Grey's Anatomy
  - Meilleur scénario dans une série télévisée dramatique pour Scandal
- NAACP Image Awards 2015 : Entertainer of the Year
- NAACP Image Awards 2016 : Entertainer of the Year.
- Alliance of Women Film Journalists 2019 : EDA Female Focus Award (Outstanding Achievement by a Woman in the Film Industry) pour le mouvement #MeToo

## Conférences
- "My year of saying yes to everything", TED, février 2016[20]
- "The future of storytelling", TED, en collaboration avec Cyndi Stivers, avril 2017[21]